# Grósz Alfréd
Grósz Alfréd (Késmárk, 1885. augusztus 25. – Késmárk, 1973. március 1.) hegymászó. Minden idők egyik legjobb szepesi hegymászója, tevékenysége a hegymászáson kívül kiterjedt a turizmusra, sísportra, hegyimentésre, természetvédelemre, a tátrai hegymászás és turizmus történetének kutatására. A felsorolt területen számos cikk, könyv szerzője. Német anyanyelvű magyarnak vallotta magát.

## Élete
Az 1243-ban Németországból a Szepességbe települt családból származó Grósz Alfréd édesapja, Grósz Ernő (1833-1900) – a késmárki Líceum igazgatója – és édesanyja, leánynevén Schickedanz Ella (1850-1933) Késmárkon laktak. Grósz Alfréd itt végezte el a gimnáziumot, a híres evangélikus líceum falai között, ahol Frölich Dávid és a Szepesség oly sok neves tudósa és Tátra-kutatója is tanult. Ezután a Kassai Mezőgazdasági Akadémia hallgatója. Közoktatási diplomáját Budapesten szerezte 1911-ben. Néhány évig a Jászberényi Főgimnázium tanára, majd az első világháborús években négy és fél évet katonáskodott, ebből hármat az olasz fronton. A háború után visszatért Késmárkra, ahol 1922-1944 között a gimnázium testnevelő tanára volt.
A több mint 400 éves iskola tradíciói szellemében vitte diákjait az oly szeretett Tátra csúcsaira, a természet szeretetének és a hegyvilág megismerésének gondolatától hajtva. A súlyt mindig a fokozatosságra, a biztonságra és a módszeres felkészülésre helyezte. Ebből a szisztémából soha nem engedett és nyilván ennek köszönhetően az általa vezetett sokszor 10-20 fős kötéltársaságok – természetesen kötélpárokban értve – soha nem szenvedtek balesetet. Mindazonáltal hallgatóit a hegyimentés műveleteibe is beavatta és nemegyszer nyújtottak segítséget a Tátrában bajbajutottaknak. Segítőkészsége más területeken is megnyilvánult. Hegymászó tudását a tűzoltásban is kamatoztatta, amikor egy alkalommal a híres Késmárki Fatemplomot mentette meg a lángoktól, hegymászókötéllel és nem utolsósorban a hegyekben szerzett mászótudásával, az akkor még nem létező hosszú létrák hiányában. Ekkor jegyzi el magát végleg a polgári önkéntes tűzoltással, Késmárkon és a tátraaljai településeken.
A természetet és a Tátrát családi kirándulásokon szerette meg, turistaként 1901-től, hegymászóként 1905-től járta a Tátrát. 1905-1945 között több mint száz új utat mászott. Kedvet kapott a hegység fotografálásához is és művészi képei több útikalauz, tátrai ismertető kiadvány, szaklap, turista és hegymászó témájú cikk illusztrációjaként ismeretesek.
Kora legnehezebb útjain látjuk, többnyire szepességi partnerekkel (Rokfalusy Lajossal és Kregczy Tibolddal együtt alkották a híres Szepesi triót, de több jelentős utat mászott budapesti és lengyel partnerekkel is. Közeli baráti szálak fűzték Komarnicki Gyulához, akivel állandó levélváltásban volt egészen haláláig. A levelek a Tátra múlhatatlan szeretetéről szólnak. Csodálatos múltbatekintési lehetőség a Tátra történetének és topográfiájának két ilyen nagyját, írásaik útján megfigyelni.
A Magyarországi Kárpát-egyesület, majd a Magyar Turista Egyesület és a Karpathenverein tagja.
Tanítványa volt többek között Bethlenfalvy József építész, hegymászó, fényképész.

## Eredményei
- 1910 Egenhoffer-csúcs (2565 m) DNy-i fala
- 1911 Keleti-Vaskapu-csúcs (2340 m) DNy-i fala
- 1912 Középső-Jávor-torony és Jávor-gerinc átmászása
  - Késmárki-csúcs (2556 m) D-i pillér
  - Wéber-csúcs (2524 m) ÉNy-i fala
  - Markazit-torony (2611 m) D-i fala
  - Vastag-torony (2096 m) ÉNy-i gerinc
  - Vörös-torony (2466 m) Ny-i gerinc
  - Litvor-torony (2431 m) Ény-i gerinc
- Az 1920-as években Gerlachfalvi-csúcs (2663 m) Ny-i fala
  - Hátsó-Gerlachfalvi-csúcs (2630 m) DNy-i fala
  - Téry-csúcs (2595 m) DNy-i fala

A felsorolás csak kiragadott részlet az elsőmegmászásokból. Jellemző, hogy azon kevesek között tartották számon, akik a Tátra valamennyi csúcsán jártak. Elsőként mászott meg több tíz tornyot, például Réz-pad-tornyokat, a Berkenyést, az Angyal-gerinc tornyait, stb.
- 1911 Hegyes-torony
- 1913 Békás-tavi-torony
  - Ökör-hát-torony
  - Simon-torony
- 1914 Ruman-csúcs
  - Bástya-gerinc tornyai

Nemegyszer tettek próbálkozásokat híres értékű könyvtárának megszerzésére, próbálták rávenni hitvallásával ellentétes nyilatkozatokra, ám nem ismerték Grósz Alfrédet. Komarnicki Gyulának írt utolsó levele 1973. február 16-án íródott. Akkor már nagyon beteg volt, de igyekezett eltitkolni. Szokott szerénysége nem engedte volna meg a panaszkodást. Közvetlen környezete a padlón fekve talált rá és akkor már nem lehetett segíteni.
Azt mondták, "elment az utolsó Zipser".
Végakarata szerint elhamvasztották. Egy ködös napon, itt-ott csepergő esőben, régi barátai nem nagy csoportja vitte fel urnáját a hegyekbe és hamvait az Elülső-Rézaknák völgyében a számára oly kedves Nagymező (Weidau) réten szórták szét és egy gránittömbre felvésték neve kezdőbetűit és egy keresztet.
Az 1990-es években mellszobrot állítottak neki szülővárosában, Késmárkon.

## Művei
- 1906 Drei Tátratouren. Jahrbuch des Ungarischen Karpathen-Vereines
- 1910 A Sárgatorony. Turistaság és alpinizmus 1/11
- 1914 Die Ratzentürme. Jahrbuch des Ungarischen Karpathen-Vereines
- 1914 Das Freiwillige Rettungskomitee der Tatra. Jahrbuch des Ungarischen Karpathen-Vereines
- 1916 Uber die in der Hohen Lawinenverhältnisse Tatra. Jahrbuch des Ungarischen Karpathen-Vereines
- 1917 Die erste Durchkletterung der Südwand des Markasitturmes. Jahrbuch des Ungarischen Karpathen-Vereines
- 1923 Die Rolle der Zipser in der Erschließung der Hohen Tatra, Wer war der erste Bergsteiger der Spitze Lomnitzer. Turistik und Alpinismus 1922-1923 / Die Karpathen 1941/4
- 1925 A fecsketoronyi katasztrófa. Turistág Lapja
- 1934 Schafft einen Naturschutz für die Tatra. Karpathen Post 1934/12
- 1937 Josef Dery - Ein Pioneer der Tatraturistik. Karpathen Post 1937/43
- 1942 Käsmark Kesmark oder? Die Karpathen 1942/2
- 1942 Der Anteil unserer Erschließung der Anstalt der Hohen Tatra. Kežmarok
- 1943 Auf den Spuren der Hinzen. Die Karpathen 1943/3-4
- 1960 Siedemdziesięciopięciolecie Dr Gyula Komárnická. Taternik 1960/3-4
- 1962 Die Vysoké Tatry, Geschichte des Karpatenvereins. Stuttgart
- 1971 Wer war der Erstbesteiger der Spitze Gerlsdorfer. Karpatenjahrbuch, Stuttgart